# بی‌پلامار
بی پلامار (به فارسی: بی‌پناه) فیلمی به کارگردانی ناصر صفار و نویسندگی جعفر فلاحی ساختهٔ سال ۱۳۷۵ است.
این فیلم نخستین فیلم سینمایی به زبان لکی است که به بررسی مشکلات و مسائل عشایر لک نورآباد دلفان از شهرستان‌های لک زبان در استان لرستان می‌پردازد. این فیلم با گوش زد کردن بخشش، عفو از گناه و رسم خون صلح بنا دارد رفتارها و رسومات غلط را حذف کند.

## داستان
در روستایی مراسم عروسی برپاست و همه اهالی مشغول شادی هستند. مردان هم طبق رسم روستا، با تفنگ تیر هوایی شلیک می‌کنند. «خاتون» از همسرش می‌خواهد تفنگش را نبرد تا اتفاقی بدی نیفتد اما او توجهی نمی‌کند و در حال دستکاری گلنگدن تفنگ شلیکی ناخواسته روی می‌دهد و…

## بازیگران
- جعفر فلاحی
- غلام شیرازی
- حسنعلی مرادی
- منوچهر رضائی
- آذر بلاوری
- قاسم مقصودی